# Хан Джи-хе
Хан Джи-хе (кор. 한지혜, Han Ji-hye; род. 29 июня 1984, Кванджу) — южнокорейская актриса.

## Предыстория
Ли Джи-хе использует сценический псевдоним «Хан Джи-хе», так как актриса Лена Ли носит такое же корейское имя.

## Карьера

### 2001—2007
Дебютировала в индустрии развлечений в качестве модели, затем начала играть второстепенные роли в телевизионных драмах, таких как «Запах лета». Получила первую главную роль в фильме «18-летняя невеста». В следующие годы снялась в дорамах с низким рейтингом, но драматический сериал 2007 года «Нравится или нет» стал очень популярным, возглавив рейтинг и зафиксировав самый высокий рейтинг с 2000 года. Затем сыграла роль в эпической драме 2008 года «К востоку от Эдема».

### 2008—2011
В 2008 году вместе с Леоном Джеем Уильямсом исполнила корейскую и китайскую версии олимпийской песни «Друзья». Была привлечена к этому проекту благодаря предложению Олимпийского комитета Китая спеть песню «Друзья» в качестве официальной темы плавания Пекинского национального плавательного комплекса на Летних Олимпийских играх. Менее чем через год она записала сингл в стиле синти-поп под названием «Luv Luv».
Изучив ремесло изготовления обуви и дизайна в итальянском городе Флоренция, она в сотрудничестве с обувным брендом Jinny Kim разработала и выпустила собственную линию под названием «H by Jinny Kim».
Затем опубликовала сборник автобиографических очерков о жизни — «Моя прекрасная леди», посвященный хобби и повседневной жизни, который содержал её записи об опыте одинокой женщины двадцати с небольшим лет, а также размышлениям о своей жизни. Также были затронуты различные проекты, которые она реализовала, такие как: дизайн обуви, изучение чайной церемонии, изучение керамики, изготовление мебели своими руками и искусство ткани.
В 2010 году снялась в исторической драме-боевике режиссера Ли Чжуна Ика — «Клинки крови». Также исполнила саундтрек, сыграв в жанре кисэн.
После главной роли в драматическом сериале «Дуэт» 2011 года, она сыграла женщину, которая помогает молодому человеку осуществить его мечты в односерийной драме «Пианист» и учительницу с нарушениями зрения в сериале — «Великий дар». Также снялась в китайской драме «Небесная вышивка».

### 2012 — настоящее время
Сыграла главную роль в драме 2012 года «Королева мая», истории успеха женщины в судостроительной отрасли во время модернизации Кореи. В 2013 году сыграла в семейной комедии «Горшки с золотом», в которой сюжет про деньги, любовь и брак. За этим последовали главные роли бессердечной наследницы в «Полном солнце» и роли незаконно осужденной заключенной, ставшей пекарем в «4 легендарных ведьмах» в 2014 году.
В январе 2016 года подписала контракт с агентством KeyEast. В 2018 году вернулась в семейной драме «Живем вместе».

## Личная жизнь
21 сентября 2010 года вышла замуж за прокурора на частной церемонии на Гавайях. 31 декабря 2020 года объявила в социальных сетях, что ждёт ребенка, который должен родиться летом 2021 года. 23 июня 2021 года у неё родилась дочь. Муж и дочь впервые появились на общественном телевидении в программе «Лучший рецепт звезд» в Fun-Staurant.

## Награды
В 2015 году была номинирована на лучшую актрису на Korea Drama Awards и на APAN Star Awards. В 2018 году стала лучшей актрисой сериалов на церемонии Korean Broadcasting System.